# Rullband (skidlift)

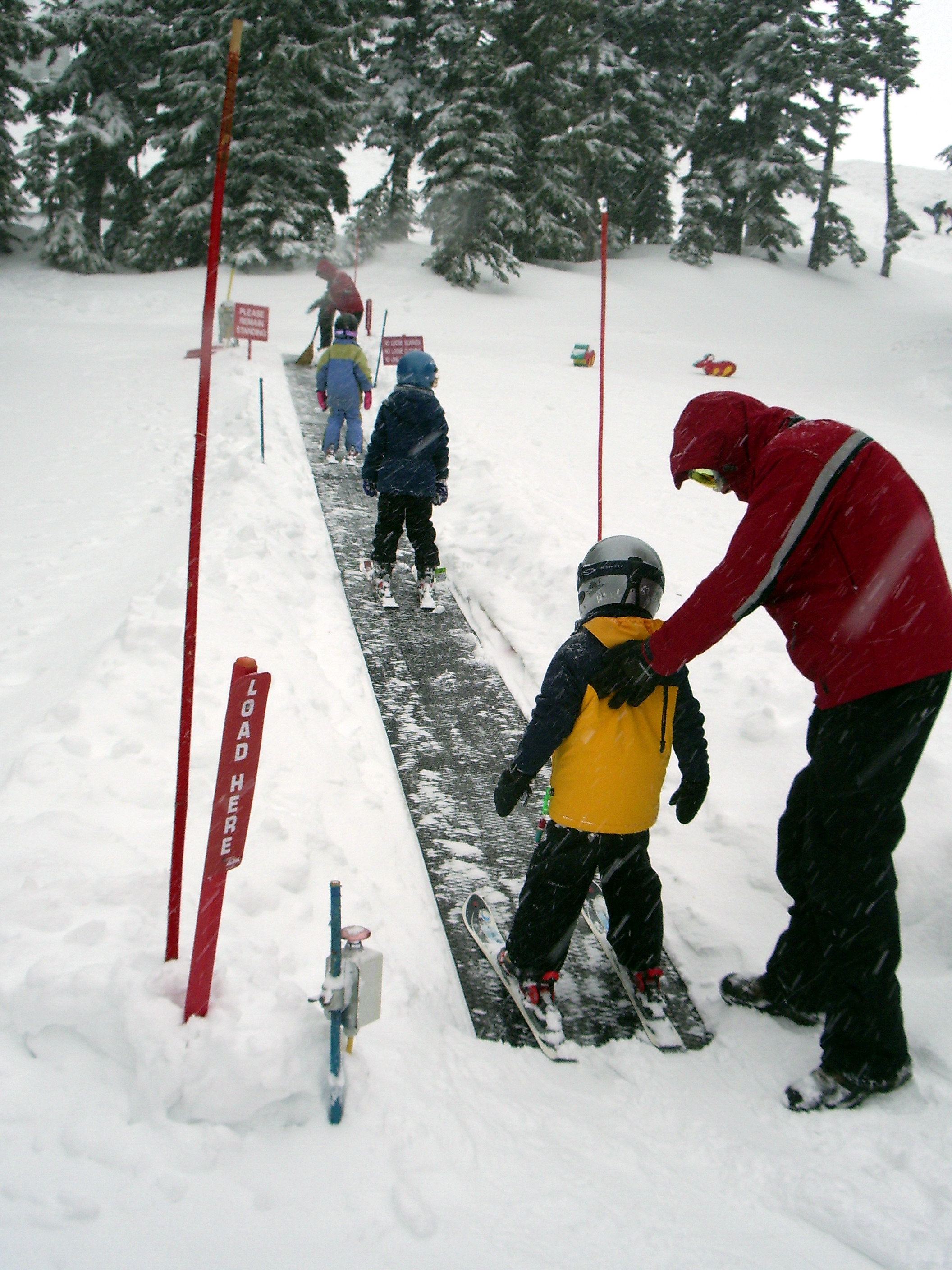
En rullbandslift.

Rullband (alternativt rullbandslift) är en typ av skidlift som uppkom på 1990-talet, normalt den enklaste skidliften för nybörjare och särskilt småbarn.
En rullbandslift påminner om ett transportband längs marken. En del rullband är inbyggda i tunnlar för skydd mot vädret. Passageraren glider in på bandet och står med skidorna eller snowboarden i framåtriktning, och rullbandet transporterar passageraren uppför. På toppänden finns en öppning där åkaren stiger av.
Backen som rullbandet ansluter till får inte vara brant på grund av den låga friktionen mellan bandet och skidorna/snowboarden. Eftersom skidor och brädor är naturligt hala, och bandet används i snöiga och blöta miljöer, är friktionen begränsad. Den låga farten, begränsade längden och kapaciteten gör att de mest används i barn- och nybörjarområden.
En liknande och mycket kort rullbandstyp installeras även hos vissa stolliftars dalstation, för att underlätta påstigning. 